# Nikkie de Jager
Nikkie de Jager (Wageningen, 2 de março de 1994),  conhecida por seu canal no YouTube, NikkieTutorials, é uma maquiadora holandesa e vlogger de beleza.

## Carreira
Ela ganhou popularidade online em 2015, depois que seu vídeo no YouTube, "The Power of Makeup", se tornou viral e inspirou muitos outros vídeos de pessoas mostrando seus rostos com e sem maquiagem. Em outubro de 2019, seu canal no YouTube tinha 12,4 milhões de inscritos e mais de 1,1 bilhão de visualizações de vídeo. No outono de 2013, ela se tornou a maquiadora principal do show da RTL5, I Can Make You a Supermodel, com Paul Fisher. A revista Forbes nomeou de Jager uma das dez principais "influenciadoras" da beleza em 2017. Em 2017, ela também ganhou o prêmio de "YouTube Guru" no Shorty Awards e o prêmio de "Choice Fashion / Beauty Web Star" no Teen Choice Awards.

## Vida pessoal
De Jager tem dois irmãos. Seu irmão mais novo, Mikai, morreu de câncer em 25 de maio de 2018.
Em 13 de janeiro de 2020, de Jager enviou um vídeo para seu canal do YouTube, intitulado "I'm Coming Out", no qual ela revelou que é uma mulher transgênero e passou por transição no final da adolescência.